# عبدالرحمن بن فیصل آل سعود
عبدالرحمن بن فیصل بن ترکی بن عبدالله بن محمد بن سعود بن محمد بن مقرن آل سعود (زاده ۱۸۴۵ – درگذشته ۱۹۲۸)  آخرین امیر امارت نجد (دولت دوم سعودی) بود. او جوانترین پسر فیصل بن ترکی بن عبدالله آل سعود و پدر ملک عبدالعزیز بنیان‌گذار عربستان سعودی بود. عبدالرحمن در فاصله سال‌های ۱۸۸۹ تا ۱۹۰۱ ریاست آل سعود را برعهده داشت.

## جنگ داخلی خانوادگی
هنگامی که برادران عبدالرحمن، سعود و عبدالله در سال ۱۸۶۵ بر سر قدرت با یک‌دیگر درگیر بودند عبدالرحمن و برادرش محمد به حمایت از سعود متمایل شدند. در سال ۱۸۷۱ پس از آنکه سعود ریاض را تسخیر کرد، عبدالرحمن را برای جلب نظر امپراتوری عثمانی جهت کمک به امارت نجد به بغداد فرستاد. او پس از دو سال مذاکره بی‌حاصل با عثمانی به عربستان بازگشت و سعی کرد الحسا در شرق عربستان را که در اختیار عبدالله بود تسخیر کند اما در این امر نیز ناکام شد سپس به ریاض بازگشت. عبدالرحمن پس از مرگ سعود در سال ۱۸۷۵ به عنوان جانشین شناخته شد. اما پس از یک سال ریاض توسط عبدالله تسخیر شد و او مجبور به کناره گیری از مقامش شد.
در سال ۱۸۸۷ پسران سعود بن فیصل با ترک مخاصمه بین یکدیگر توانستند عبدالله، عموی خود را دستگیر کنند.
امیر امارت رشیدی توانست در برابر عبدالرحمان، عبدالله را آزاد کنند. عبدالله به حائل رفت و امیر امارت رشیدی او را به عنوان حاکم ریاض منصوب کرد. عبدالرحمن توانست در سال ۱۸۷۷ قیام کند و ریاض را تسخیر کند و از آن دفاع کند اما تلاش او برای گسترش کنترل و قدرتش به طرز فاجعه باری به پایان رسید. زمانی که عبدالرحمن در سال ۱۸۸۹ به رهبر بی قید و شرط خاندان سعودی تبدیل شد به ریاض حمله کرد و آنجا را اشغال کرد. به هر حال نیروهای سعودی در نبرد الملیداء شکست خوردند، و عبدالرحمان و خانواده اش مجبور به فرار شدند.

## سال‌های آخر و مرگ
او همراه با خانواده اش به بیابان ربع الخالی در جنوب شرقی عربستان و به میان بادیه نشینان بنی مره فرار کردند. پس از آن او به بحرین به نزد خاندان آل خلیفه و درنهایت به خاندان آل صباح در کویت پناه بردند. عبدالرحمن در کویت سعی کرد اسلام وهابی را گسترش دهد و سلسه سعودی را بازسازی کند.
پس از شکست در نبرد الصریف در سال ۱۹۰۰ او از تمام جاه طلبی‌هایش برای بازیابی میراث خاندان سعودی دست کشید. سال‌ها بعد و هنگامی که پسرش عربستان مدرن را بنا نهاد عبدالرحمن به عنوان امام و رهبر معنوی عربستان شناخته شد و این در حالی بود که ملک عبدالعزیز قدرت سلطنتی و نظامی را در دست داشت. عبدالرحمن در سال ۱۹۲۸ در ریاض در گذشت.